# 彭劭农
彭劭农（1874年—1968年），四川夹江人，中华人民共和国实业家。
担任全国工商业联委员、川西行署商业厅厅长。1954年，当选第一届全国人民代表大会代表。